# Diocese Anglicana do Recife
A Diocese Anglicana do Recife é parte integrante da Igreja Episcopal Anglicana do Brasil, compreendendo os Estados do Nordeste Brasileiro (Pernambuco, Paraíba, Rio Grande do Norte, Ceará, Piauí, Maranhão, Alagoas, Sergipe e Bahia). Foi criada em 1975 e instalada em 1976. A Sede Episcopal da Diocese fica na Catedral Anglicana do Bom Samaritano, localizada à rua José Maria de Miranda, nº 560, no bairro de Boa Viagem.

## História
A história da Diocese Anglicana do Recife pode ser dividida em dois momentos. Ela tem sua origem nas capelanias inglesas que chegaram no século XIX junto com comerciantes estrangeiros. 
Os primeiros passos para a inauguração de um fundo para propósitos religiosos e caritativos foram dados no ano de 1811. Três anos depois, em 1814, o governador Caetano Pinto de Miranda Montenegro, sob as ordens do Príncipe Regente, mandou demarcar em um lugar chamado Santo Amaro das Salinas "um terreno de 120 palmos de frente sobre 200 de fundo", desapropriando e doando aquela área ao Cônsul Inglês com a finalidade específica de ali ser construído o Cemitério dos Ingleses. Nas proximidades existia o Lazareto de Santo Amaro, onde eram postos em quarentena os escravos recém-chegados da África, o que demonstra o relativo isolamento do lugar então escolhido. Por iniciativa dos próprios ingleses, entretanto, a área foi ampliada mediante a aquisição de terrenos vizinhos.

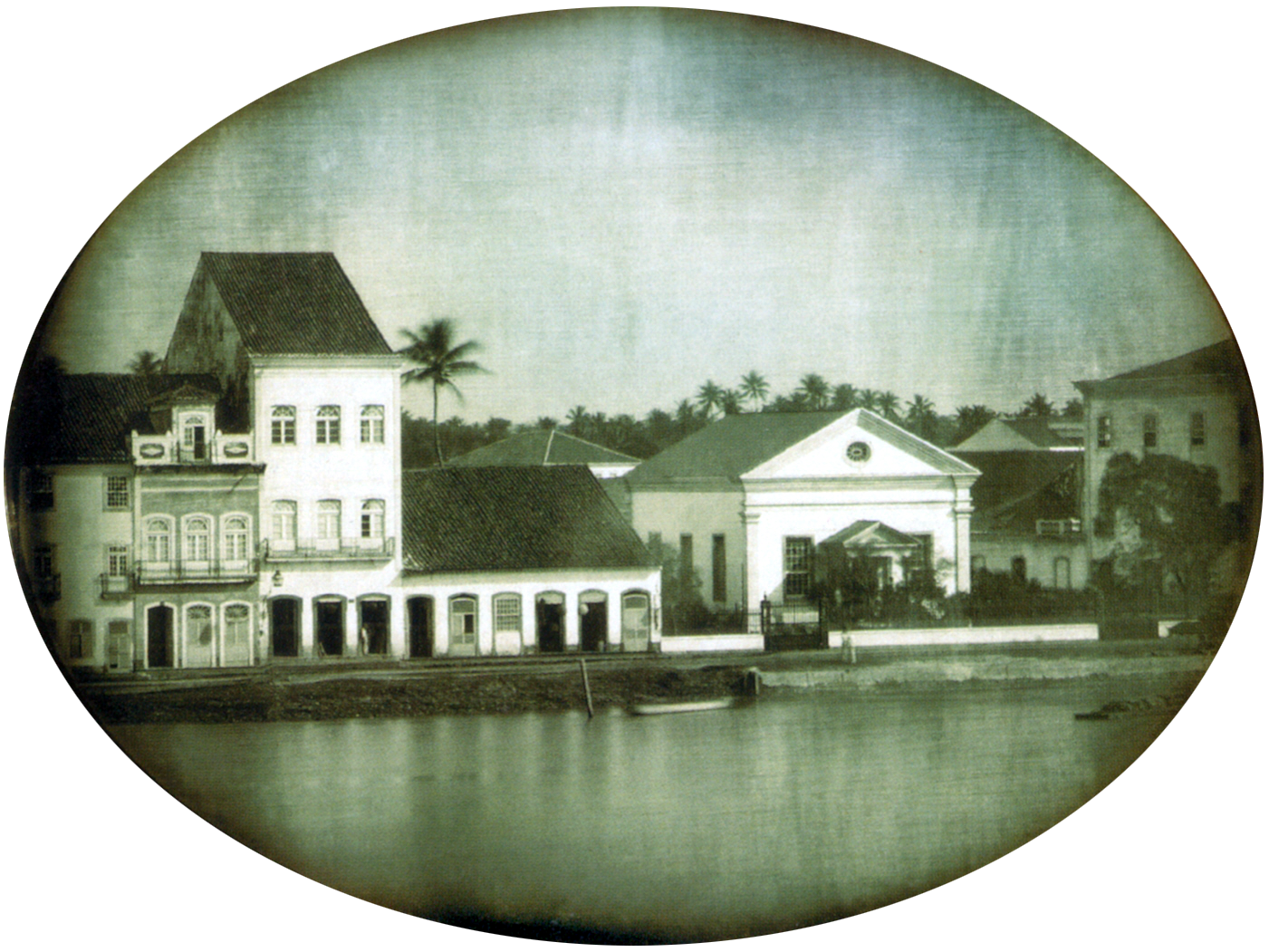
A Capela Anglicana do Recife (1838-1946) em fotografia do estadunidense Charles Fredricks, 1851.

Em 1822, foi nomeado o primeiro capelão. Os cultos eram conduzidos em um prédio alugado, mas devidamente mobiliado para fins de adoração. Era suposto naqueles dias que uma capela protestante despertaria a hostilidade dos nativos; porém, como havia um esquema paralelo para a construção de um hospital, o plano original era combinar a capela com a instituição hospitalar, atraindo menos a atenção do público. No entanto, em 1829, todo esse medo havia desaparecido. Em um memorial endereçado pelos mercadores residentes ao Ministério das Relações Exteriores, foi declarado que os brasileiros "testemunhariam tal empreendimento com aprovação e respeito", isto é, a construção de um lugar apropriado de culto de acordo com os ritos da Igreja da Inglaterra. Em 1835, a permissão para construir foi obtida do governador, e a capela foi inaugurada três anos depois, em 31 de maio de 1838. O templo se encontrava na antiga Igreja dos Ingleses, onde hoje está situado o prédio do Cinema São Luiz, no bairro da Boa Vista. Em 1946, a sede foi transferida para a rua Carneiro Vilela, no bairro dos Aflitos, onde foi construída a Catedral da Santíssima Trindade, hoje, de propriedade da Igreja Episcopal Carismática do Brasil (IECB).
O outro momento decisivo na história do Anglicanismo no Brasil, se dá com a colonização da América e a Independência dos Estados Unidos, na qual a Igreja Anglicana se estabeleceu como uma igreja nacional, tal como na Inglaterra, sob o título de Igreja Episcopal dos Estados Unidos (The Episcopal Church - TEC), fundando dioceses, paróquias e instituições de ensino nos EUA. Uma dessas instituições foi o Seminário Teológico de Virgínia, de onde vieram os missionários norte-americanos que estabeleceram a Igreja Episcopal Anglicana no Brasil, no ano de 1890.
No ano de 1968, Edmund Sherrill, bispo da Diocese Central – Rio de Janeiro, realizou a transferência do Reverendo Alfredo Rocha Fonseca para o Recife para administrar a Paróquia da Santíssima Trindade, iniciando os trabalhos pastorais enquanto paróquia.  Em 1975, o Reverendo Paulo Ruiz Garcia é designado para assumir a paróquia. Em junho, o sínodo da Igreja Episcopal Anglicana do Brasil funda a Diocese Setentrional, que abrange Pernambuco, o Pará, Amazonas, Bahia, Maranhão, Piauí, Ceará, Rio Grande do Norte, Paraíba, Alagoas e Bahia, tendo a cidade do Recife como sua sede. Desse modo, surgia oficialmente a Diocese do Recife, cujo primeiro bispo foi Dom Edmund Knox Sherrill, com a paróquia da Santíssima Trindade sendo elevada à condição de Catedral.. Sherrill foi sucedido por Dom Clóvis Erly Rodrigues e Dom Robinson Cavalcanti.

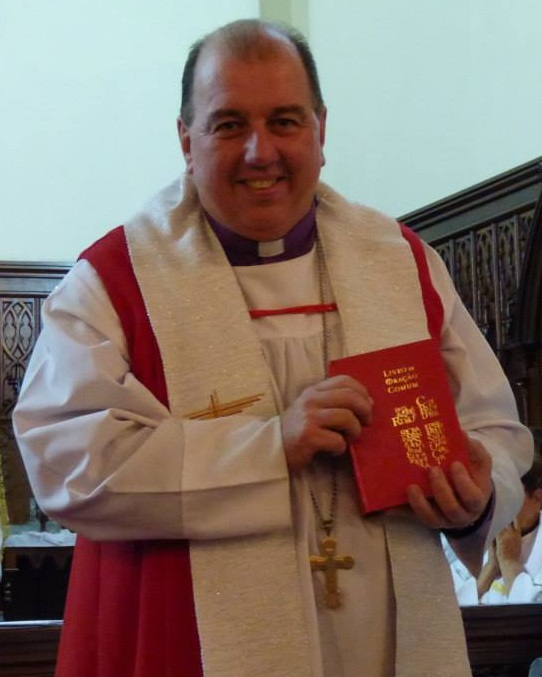
Bispo João Câncio Peixoto, atual Bispo Diocesano

Nos últimos anos, a IEAB tem sido criticada, tanto interna quanto externamente por sua postura liberal. Em 25 de janeiro de 2005, Dom Robinson Cavalcanti, então bispo da Diocese Anglicana do Recife, opondo-se à predominância da ala liberal na igreja, promoveu um cisma na IEAB. A decisão de Cavalcanti ocorreu por oposição à aceitação de fiéis homossexuais pela IEAB. Ele declarou unilateralmente a suspensão do relacionamento da Diocese do Recife com a Província do Brasil, proclamando-a como uma "Diocese autônoma da Comunhão Anglicana". Segundo Christina Takatsu Winnischofer, então Secretária Geral da IEAB, Cavalcanti proclamou uma "guerra santa" entre anglicanos evangélicos e liberais, ao punir "todos os que discordavam dele". Apesar de constituir ato raro e extremo, o bispo foi expulso da IEAB em 10 de junho de 2005 pelo Tribunal Superior Eclesiástico.
Expulso da Igreja Episcopal Anglicana do Brasil, Robinson Cavalcanti foi substituído interinamente na Diocese Anglicana do Recife pelo bispo Filadelfo Oliveira Neto, de 2005 a 2006, e pelo bispo Sebastião Armando Gameleira Soares. Em 2013, o bispo João Câncio Peixoto foi eleito para ser o novo bispo diocesano, mantendo-se no cargo até o momento . Durante o episcopado do bispo Sebastião e bispo João, a Diocese Anglicana do Recife voltou a alinhar-se teologicamente com a Igreja Episcopal Anglicana, desenvolvendo uma eclesiologia sóbria, a partir do resgate de um modelo de Igreja socialmente engajada, tendo como base a Teologia da Libertação e o movimento ecumênico.

## Seminário Anglicano de Estudos Teológicos
Em 1976 é fundado o Núcleo Anglicano de Estudos Teológicos (NAET), devido ao crescimento da comunidade e a necessidade de formar quadros leigos e sacerdotes para a Diocese Anglicana do Recife. O então nomeado Bispo Diocesano Clovis Erly Rodrigues e o Reverendo Marston Price ficaram responsáveis pela formação dos primeiros seminaristas.
A partir da década de 90, o NAET foi elevado à categoria de Seminário da Província, passando a trabalhar em parceria com muitas organizações e movimentos sociais, o que define tanto o seu perfil como o da própria Diocese. A partir de então, o SAET foca seu trabalho na transformação da realidade social da região Nordeste, sobretudo na cidade do Recife, o que levou a inúmeras parcerias com organizações como o Centro Nordestino de Animação Popular, o Centro Dom Helder Câmara, a Comissão Ecumênica Nacional de Combate ao Racismo e Coordenadoria Ecumênica de Serviços.

## Paróquias
Atualmente a Diocese Anglicana do Recife possui paróquias e comunidades distribuídas na região Nordeste.

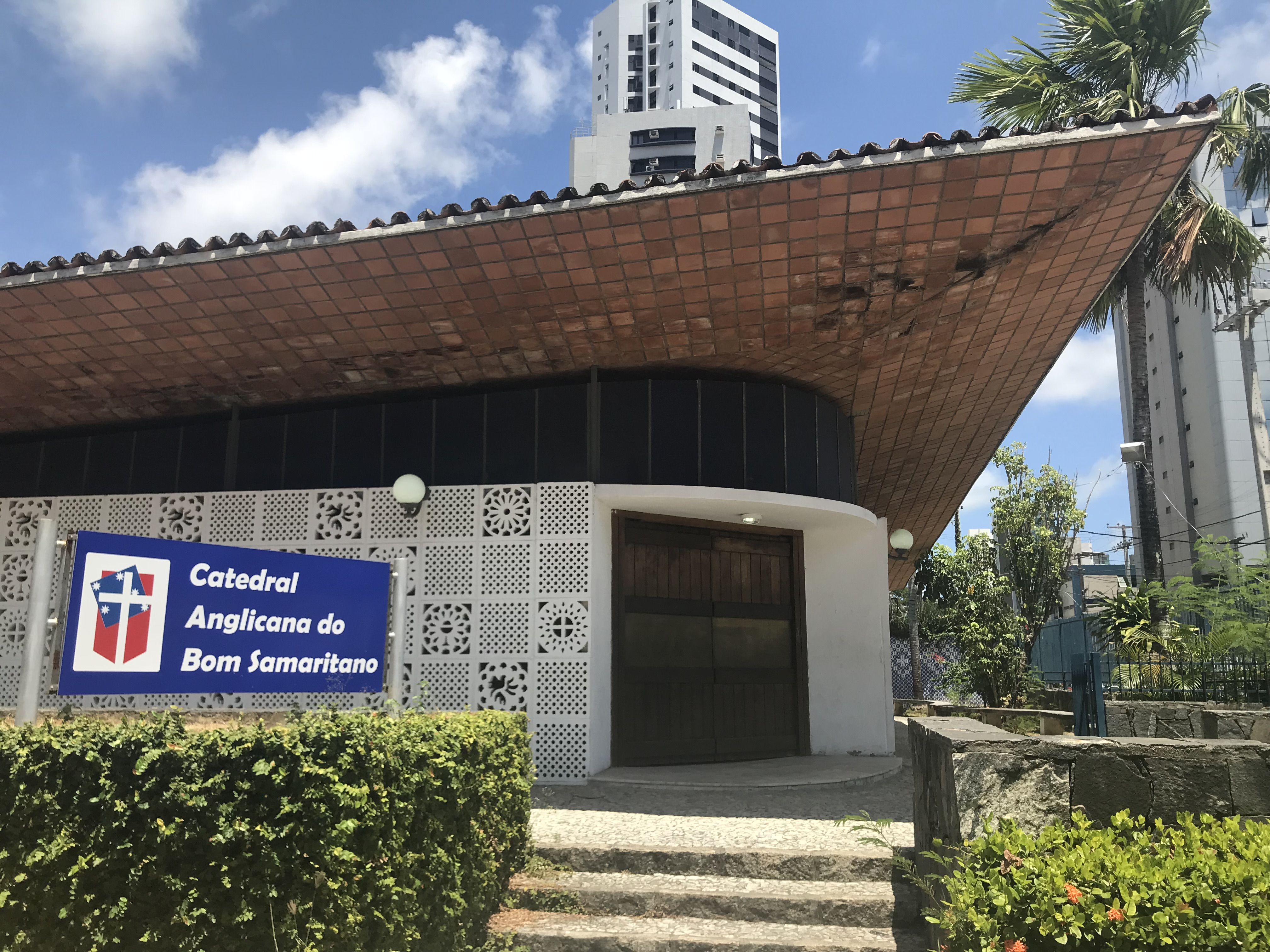
Fachada da Catedral Anglicana do Bom Samaritano

### Bahia
- Paróquia Anglicana Cristo Salvador
- Paróquia Anglicana do Bom Pastor

### Paraíba
- Paróquia Anglicana das Boas Novas

### Pernambuco
- Catedral Anglicana do Bom Samaritano
- Paróquia Anglicana do Semeador
- Paróquia Anglicana da Ascensão
- Paróquia Anglicana Jesus de Nazaré
- Paróquia Anglicana da Santíssima Trindade

### Rio Grande do Norte
- Paróquia Anglicana da Virgem Maria

## Missões e Comunidades

### Bahia
- Missão Anglicana da Santíssima Trindade
- Missão Anglicana da Ressurreição do Senhor

### Ceará
- Missão Anglicana Santo André, Apóstolo

### Maranhão
- Missão Anglicana do Amor Fraterno[11]

### Paraíba
- Missão Anglicana Sinais do Reino
- Missão Anglicana Maria Madalena

### Pernambuco
- Capela do Cemitério dos Ingleses (Recife) (Missão Anglicana Nossa Senhora de Walsingham)
- Comunidade Anglicana São Francisco (Petrolina/PE)
- Missão Anglicana São João Batista
- Missão Anglicana São Francisco de Assis

### Piauí
- Missão Anglicana São Paulo Apóstolo

## Bispos diocesanos
A relação dos Bispos diocesanos, ininterrupta, deste a criação da Diocese é:
- Bispo Edmund Knox Sherrill (1º Bispo Diocesano) - 1975 a 1985
- Bispo Clóvis Erly Rodrigues - 1986 a 1997
- Bispo Edward Robinson de Barros Cavalcanti - 1997 a 2005 (deposto)
- Bispo Filadelfo Oliveira Neto (Interino) - 2005 a 2006
- Bispo Sebastião Armando Gameleira Soares - 2006 a 2013.
- Bispo João Câncio Peixoto Filho - 2013 até o presente.

## Cismas
A Diocese Anglicana do Recife foi palco de três grandes cismas na história da IEAB, dando origem a três Igrejas nomeadas episcopais e/ou anglicanas distintas na cidade do Recife e no estado de Pernambuco. 
A primeira divisão ocorreu com o então Deão da Catedral Anglicana do Recife, Reverendo Paulo Garcia. Como aponta a pesquisadora Cristiany Queiroz, a saída do Deão e de sua comunidade ocorreu devido à proximidade de sua aposentadoria, dificuldades para seguir as regras da Igreja e sua aproximação com o chamado Movimento de Convergência (grupo interdenominacional que reúne fiéis de várias origens protestantes e evangélicas), surgido na década de 70, nos EUA. Este acabou fundando a Igreja Episcopal Carismática do Brasil (IECB) – parte da Comunhão Internacional da Igreja Episcopal Carismática (em inglês, International Communion of the Charismatic Episcopal Church - ICCEC) – no final de 2002, tornando-se posteriormente seu Arcebispo e líder principal.
Em outubro de 2002, os membros da então Paróquia Betânia da Diocese Anglicana do Recife, liderados pelo Reverendo Leônides Menezes, decidiram por assembleia se separar da Igreja Episcopal Anglicana do Brasil, fundando a Igreja Cristã Episcopal. Na época a nova denominação recebeu o nome de Igreja Episcopal Evangélica Betânia. Em 8 de junho de 2003, a então Igreja Episcopal Evangélica Betânia, filiou-se à Comunhão das Igrejas Episcopais Evangélicas (em inglês, The Communion of Evangelical Episcopal Churches - CEEC), cuja sede fica nos Estados Unidos da América, e de onde se originou a atual Comunhão Internacional Cristã (em inglês, The Christian Communion Internacional - CCI), com sede no Estado da Flórida, EUA. A Igreja, inserida nessa citada Comunhão, elegeu em abril de 2007 o Rev. Leonides Menezes como o seu Bispo, ordenado em seguida.
A grande divisão que ocorreu na Diocese Anglicana do Recife se deu em 2005, com o então bispo diocesano Dom Robinson Cavalcanti, por discordar da posição liberal adotada pela IEAB, que passou a apoiar a ordenação de homossexuais para o sacerdócio da Igreja. Este grupo, fiel às posições tradicionais de Dom Robinson, fundou a Igreja Anglicana – Diocese do Recife, ligada à GAFCON/FCA, que reúne a maioria dos anglicanos no mundo contrários aos posicionamentos liberais de certas igrejas, como a Igreja Episcopal dos Estados Unidos e Igreja Episcopal Anglicana do Brasil. Após a morte do bispo Robinson, em 2012, a liderança do grupo passou a ser exercida pelo Bispo Miguel Uchôa, que em 2018, dando continuidade ao projeto de Dom Robinson, fundou a Igreja Anglicana no Brasil, tornando a Igreja Anglicana - Diocese do Recife agora uma Província da GAFCON/FCA e ele o seu Arcebispo.
De acordo com o pesquisador do tema e cientista da religião Rafael Vilaça, ao contrário do que aconteceu no primeiro, com Paulo Garcia, esse “Grande Cisma do Recife”, liderado por Robinson Cavalcanti, fez com que muitas paróquias e seus fiéis deixassem a comunhão com a IEAB, gerando uma crise institucional, patrimonial e demográfica. A partir de então, vem aumentando no Brasil o número de Igrejas nomeadas Anglicanas/Episcopais, após o acirramento das tensões entre conservadores versus liberais.